# Dibba al-Fujairah Club
Der Dibba al-Fujairah Club (arabisch نادي دبا الرياضي الثقافي, DMG Nādī Dibbā ar-riyāḍī aṯ-ṯaqāfī) ist ein Fußballklub aus den Vereinigten Arabischen Emiraten mit Sitz in der Stadt Dibba al-Fudschaira. Als Heimspielstätte wird ein eigenes Stadion genutzt, für Spiele in der Pro League, wich man jedoch immer auf das Fujairah Club Stadium aus, da das eigene nicht die benötigten Standards erbringen kann.

## Geschichte
Der Klub wurde im Jahr 1976 gegründet. In den 2000er Jahren spielte der Klub noch zweiten Liga. Nach einem zwischenzeitlichen Abstieg in die dritte Liga, kehrte man aus dieser aber schnell wieder zurück. Erstmals gelang es dann zur Saison 2012/13 in die Pro League aufzusteigen. Nach dem Ende der Spielzeit ging es aber auch direkt wieder runter.
Zur Runde 2015/16 ging es dann zurück und diesmal konnte man sich auch mit 29 Punkten über den 10. Platz in der höchsten Spielklasse halten. Wirklich höher kam man aber nie und nach der Saison 2018/19 war die Zeit in der Pro League dann auch schon wieder vorbei. Am Ende der Spielzeit 2021/22 gelang es dann sich mit 75 Punkten der Meistertitel der Division 1 zu holen und somit wieder an der Spielzeit 2022/23 der Ersten Liga teilzunehmen.